# Minha Essência
"Minha Essência" é um single da cantora brasileira Cassiane, parte do álbum Eternamente, lançado em 2015, pela MK Music. A música foi lançada em divulgação do disco, distribuído também nos formatos CD e DVD, com outras faixas inéditas.
Originalmente, "Minha Essência" foi cogitada como faixa-título do álbum em seu lançamento original pela Onimusic em anúncio feito pela cantora em agosto de 2015. Mais tarde, com a mudança de gravadora, a faixa acabou se tornando apenas single do projeto.
Em relatório promovido pela Crowley Broadcast Analysis na lista de faixas evangélicas mais executadas nas rádios (Billboard Brasil), "Minha Essência" foi uma das canções mais tocadas em 2016.[carece de fontes?]

## Clipe
O clipe do Minha Essência foi dirigido por Felipe Arcanjo e os arranjos foram feitos por Jairinho Manhães, também responsável pela produção musical.

## Características
A música busca trazer para o público uma análise que deve modificar a forma de agir das pessoas. Essa modificação objetiva adentrar as primícias dos verdadeiros adoradores. A canção fala sobre fidelidade a Deus e em não se deixar ser influenciado pelo mundo.
Sonoramente, a canção é pop rock, com destaque para a bateria e o baixo, executado por Marcos Natto.

## Recepção da crítica
Em texto do O Propagador, a escolha de "Minha Essência" foi criticada. "A escolha, certamente, foi equivocada: o CD tem canções muito melhores para serem trabalhadas", diz um trecho. Já em avaliação do Super Gospel, foi elogiada a participação de Tony Ricardo como compositor: "O single 'Minha Essência' indica uma direção coerente a qual todo o disco procura caminhar". Em outro review, no Casa Gospel, a crítica foi positiva: "Apesar de ter uma melodia e letra que remetem a inúmeras outras músicas do mesmo estilo, a produção ficou caprichada com orquestra de cordas e um solo surpresa de guitarra no instrumental que abre a ponte da música".